# NGC 1527
NGC 1527 est une galaxie lenticulaire située dans la constellation de l'Horloge. NGC 1527 a été découverte par l'astronome écossais James Dunlop en 1826.

## Caractéristiques

### Distance
Sa vitesse par rapport au fond diffus cosmologique est de 1 178 ± 17 km/s, ce qui correspond à une distance de Hubble de 17,4 ± 1,2 Mpc (∼56,8 millions d'al).
À ce jour, une dizaine de mesures non basées sur le décalage vers le rouge (redshift) donnent une distance de 17,130 ± 3,512 Mpc (∼55,9 millions d'al), ce qui est à l'intérieur des valeurs de la distance de Hubble.

### Morphologie
NGC 1527 a été utilisée par Gérard de Vaucouleurs comme une galaxie de type morphologique SAB0− dans son atlas des galaxies,.

## Supernova
La supernova SN 2008ge a été découverte dans NGC 1527 le 3 octobre 2008 par une équipe d'astronomes dans le cadre du programme de recherche de supernovas CHASE (CHilean Automatic Supernova sEarch) de l'université du Chili. Cette supernova était de type Ia.

## Groupe de NGC 1433
La galaxie NGC 1527 ainsi que les galaxies NGC 1411, NGC 1433, NGC 1448, NGC 1493, NGC 1494, NGC 1495, IC 1970, IC 2000 et ESO 249-36 (PGC 14225) font partie du groupe de NGC 1433.
PGC 13390 et PGC 13409. Les autres galaxies du groupe de NGC 1433 de Powell se retrouvent dans le groupe de NGC 1493 indiqué dans l'article de Powell.
La distance moyenne des galaxies groupe de NGC 1433 de Powell est de 15,5 Mpc, celle du groupe de NGC 1448 de 15,1 Mpc et celle du groupe de NGC 1493 de 14,8 Mpc. Les galaxies NGC 1433, NGC 1495, NGC 1527 et PGC 14225 du groupe de NGC 1433 (Powell) ne figurent ni dans le groupe de NGC 1448 ni dans celui de NGC 1493. Si on réunissait toutes les galaxies mentionnées par Powell et Garcia en un seul groupe, celui-ci renfermerait 15 galaxies dont la distance moyenne serait de 14,1 ± 1,7 Mpc.